# Cody Christian
Cody Allen Christian (Portland, 15 de Abril de 1995) é um ator, dublador e rapper de nacionalidade norte-americana. Conhecido por seus papéis como Mike Montgomery na série Pretty Little Liars da ABC Family, como Theo Raeken na série Teen Wolf e agora também como Asher Adams na nova série da CW All American.

## Biografia
Cody nasceu no dia 15 de Abril de 1995 na cidade de Portland no Maine, no Condado de Cumberland (Maine) nos Estados Unidos, sendo filho de Ashley Bohall e de Scott Bohall.
A sua característica física mais notória é os seus marcantes olhos verdes claros naturais. Cody é metade nativo americano de Penobscot e metade branco. E o seu signo do zodíaco comum é o áries.
Cody Christian nasceu no Maine e viveu em Indiana até se mudar para a cidade Los Angeles aos 9 anos em 2004, depois de ouvir um anúncio de rádio para uma audição local para um comercial com crianças que jogavam futebol americano. Não é à toa que ele foi escalado como "Asher", o wide receiver, na série de televisão All American da The CW.

## Carreira de ator
Cody iniciou a sua carreira como ator, ao trabalhar nos filmes "The Profound Mysteries of Tommy Kuglar" e em "Corndog of Tolerance". Logo após passou por séries de televisão famosas dos Estados Unidos como em: "Back to You", "True Blood" e em "Grey's Anatomy". Ele também atuou nos filme "Kill the Irishman" e em "The Starving Games", uma paródia do filme "Jogos Vorazes".
Em 2010 até 2015, Cody atuou como Mike Montgomery, na série de televisão "Pretty Little Liars" da Freeform, irmão mais novo da personagem Aria Montgomery (interpretada por Lucy Hale), que virou o seu papel mais famoso.
Em 2015 até 2017, Cody participou também do elenco principal da série de televisão "Teen Wolf" da MTV, à partir da 5ª temporada, como intérprete da quimera de lobisomem-coyote chamada Theo Raeken, que deseja construir a sua própria alcateia de vilões. Posteriormente, ele seguiu como Theo durante a 6.ª temporada, da série de televisão "Teen Wolf" da MTV.
Em 26 de junho de 2020, Cody foi um dos atores de "Teen Wolf", que participou do bate-papo ao vivo especial de 9 anos da estreia de série na televisão estadunidense, que foi transmitido ao vivo online via internet na página oficial no YouYube da emissora MTV estadunidense, beneficente para promover o isolamento em meio a pandemia global de Covid-19.
Em 2020, como dublador, Cody dublou o icônico personagem de videogame Cloud Strife em Final Fantasy VII Remake.

### Carreira na música
Em 2019, ele começou a lançar músicas e por enquanto ele tem 5 músicas já lançadas e ele é rapper.
Christian lançou várias canções de rap em sua página oficial no YouTube, incluindo Hills , Drippin , Almost , Blessed e Vacation . 
Em 04 de setembro de 2020, lançou um EP musical com 4 músicas inéditas do gênero música country, as músicas são: "Keep Quiet", "Mainline", "Someday I Am" e ainda "Give Me More".

## Filmografia

### Cinema
| Ano  | Título                                 | Personagem          | Notas                   |
| ---- | -------------------------------------- | ------------------- | ----------------------- |
| 2006 | The Profound Mysteries of Tommy Kuglar | Tommy Kuglar (novo) | Curta-metragem          |
| 2006 | Corndog of Tolerance                   | The Kid             | Curta-metragem          |
| 2009 | Substitutos                            | Carter              |                         |
| 2011 | O Mafioso                              | Danny Greene        | Versão noavo            |
| 2013 | Jogos famintos                         | Peter Malarkey      | Sátira de Jogos Vorazes |
| 2015 | Submerged                              | Dylan               |                         |
| 2018 | Assassination Nation                   | Johnny              |                         |
| 2021 | Notorious Nick                         | Nick Newell         | Pós-produção            |

### Televisão
| Ano        | Título              | Personagem                | Notas                                                                      |
| ---------- | ------------------- | ------------------------- | -------------------------------------------------------------------------- |
| 2007       | State of Mind       | Adam                      | Um único episódio                                                          |
| 2007       | Back to You         | Xander Tucker             | Episódio 6, Temporada 1                                                    |
| 2008       | True Blood          | "Garoto gritando"         | Episódio 5, Temporada 1                                                    |
| 2010       | Grey's Anatomy      | Brad Walker               | Episódio 13 da Temporada 6                                                 |
| 2010-2015  | Pretty Little Liars | Michael "Mike" Montgomery | Elenco: Temporadas 1 e temporada 2; Temporada 4, temporada 5 e temporada 6 |
| 2012       | Lab Rats            | Kavan                     | Episódio 1, Temporada 1                                                    |
| 2012       | Beautiful People    | Kyle                      | Episódio piloto que acabou não sendo usado                                 |
| 2012       | Body of Proof       | Greg Lux                  | Episódio 16, Temporada 2                                                   |
| 2013       | Austin & Ally       | Elliot                    | Episódio 9, Temporada 2                                                    |
| 2013       | Supah Ninjas        | Flint Forster             | Temporada 2 - Episódios 2, 9 e 12                                          |
| 2014       | See Dad Run         | Evan                      | Episódio 15, Temporada 2; creditado como "Cody Allen Christian'            |
| 2015- 2017 | Teen Wolf           | Theodore "Theo" Raeken    | Elenco principal: 5ª temporada e na 6ª temporada                           |
| 2018       | All American        | Asher Adams               | Elenco principal                                                           |

### Vídeogames
| Ano  | Título                   | Personagem   | Nota(s)                   |
| ---- | ------------------------ | ------------ | ------------------------- |
| 2020 | Final Fantasy VII Remake | Cloud Strife | Dublagem versão em inglês |

### Músicas
| Ano  | Título                   | Personagem   | Nota(s)                |
| ---- | ------------------------ | ------------ | ---------------------- |
| 2020 | Final Fantasy VII Remake | Cloud Strife | Dublagem estadunidense |